# مسجد الجمعة مومباي
مسجد الجمعة مومباي هو المسجد الجامع ومسجد صلاة الجمعة في حي كلباديفي بالقرب من سوق كروفورد في منطقة جنوب مومباي في مومباي غرب الهند، المجتمع المسلم في بومباي يمتلك 89 مسجدا منها 8 تنتمي إلى البهرة، 2 إلى الخوجة، واحدة للمغول والباقي للمسلمين السنة.

## التاريخ
تاريخ انتهاء بناء المسجدفي عام 1217 هـ الموافق 1802، في القرن الثامن عشر الميلادي كان هناك خزان يقع وسط الحدائق والأراضي المفتوحة وينتمي إلى التداول تاجر كونكاني مسلم في غوا وكاليكوت، وفي عام 1778 التاجر المسلم على تشييد مسجد في موقع الخزان شريطة حفظه وسلامته، وعلى ذلك أقيم مبنى من طابق واحد فوق الخزان، وشكلت النواة الأصلية لمسجد الجمعة الحالي.

## البناء
مسجد الجمعة هو مسجد مربع الزوايا بني من كومة من الطوب والحجر، محاط بحلقة من الشرف ومحاط بمباني مزدوجة، وترك الطوابق الأرضية منه على شكل محلات تجارية، المدخل الرئيسي أو البوابة الشرقية للمسجد تؤدي مباشرة إلى ساحة مفتوحة ومنها إلى الخزان القديم وهو الآن مكان مفروش ومبني، ويحتوي على حوالي عشرة أقدام من المياه الراكدة مليئة بالذهب والفضة والأسماك.
من عمق الخزان ترتفع ستة عشر قوس حجري أسود، وهذه الأقواس شيدت في عام 1874 والتي تدعم كل نسيج المسجد، والطابق العلوي الذي دعم بخمسة صفوف من أعمدة خشبية كل منها يحتوي على رفوف لحمل القران الكريم، وقد تم بناء الأقواس في خزان في عام 1874 بتكلفة قدرها 75000 روبية، بينما هناك إضافات أخرى جديرة بالذكر وهي وجود نوافذ كبيرة في جهة الشمال والشرق والجنوب شيدت في عام 1898، ومبنى المدرسة الذي بني عام 1902 بتكلفت 20000 روبية.

## إدارة المسجد
وفقا لمخطط مؤطرة من قبل المحكمة العليا في عام 1897، وفقد قرر إنشاء مجلس إدارة شؤون المسجد مكون من أحد عشر عضو، ينتخب كل ثلاث سنوات من قبل الجماعة الكونكانية المسلمة، في حين يتم تفويض المهام التنفيذية إلى نذير يعينه المجلس، موظفي المسجد يشمل إمام لأداء الصلاة وإمام مساعد ومساعد وبانغي وبانغي مساعد واجبهم أن يستجمعوا المصلين للصلاة.

## المدرسة
تلتصق بالمسجد مدرسة دينية، واسمها المدرسة المحمدية، وهي مدرسة دينية تقدم التعليم الديني والدنيوي مجانا لشباب المسلمين. وللمدرسة نزل ملاصق بها.